# 莫顿·费尔德曼
莫顿·费尔德曼 （英语：Morton Feldman, 1926年1月12日 － 1987年9月3日) 是一位美国作曲家。
费尔德曼是20世纪音乐的一位重要人物，他与约翰·凯奇、克里斯蒂安·沃尔夫和厄尔·布朗这几位纽约派实验作曲家一同开创了随机音乐。费尔德曼的作品以他自己独特的声音而著称：自由而漂浮的节奏、慢慢远离的微弱失焦音高、总体平静且缓慢的行进以及重复出现的不对称节奏型。 1977年之后，他开始在作品中探索时长上的极端。

## 人物生平
费尔德曼出生在纽约皇后区伍德赛德的一个俄罗斯犹太移民家庭：父亲欧文·费尔德曼（1893年 － 1985年）1910年从佩列亚斯拉夫移民到纽约，母亲弗朗西斯·布勒司京·费尔德曼（1897年 － 1984年）1901年从博布鲁伊斯克移民到纽约。 他的父亲拥有一家童装制衣厂。 童年时期他曾与薇拉·莫兰·普睿斯学习钢琴，根据费尔德曼自己的讲述，这段经历给他一个“丰富的乐感而非乐理”。 费尔德曼的第一个作曲老师是德国出生的犹太作曲家 沃林福德·里格，他是阿诺德·勋伯格、斯特凡·沃尔普在美国的首批追随者，曾与安东·韦伯恩和弗朗兹·施雷克尔学习过。费尔德曼和沃尔普大部分时间只是在谈论音乐与艺术。
1950年代早期，费尔德曼有一次去听纽约爱乐乐团演奏安东·韦伯恩的 Symphony, op. 21 。在这首作品结束后，交响乐团正准备要演奏谢尔盖·拉赫曼尼诺夫的作品，费尔德曼因为被听众对韦伯恩作品的无礼反应扰乱当即离开了现场。 在大厅里他碰到同样决定离开的约翰·凯奇。 两人很快便成了好友，费尔德曼搬进了凯奇所在公寓的二楼。 通过凯奇，他认识了雕塑家理查德·利波尔德（他的工作室就在隔壁）、艺术家索尼娅·塞库拉和罗伯特·劳森伯格以及作曲家亨利·威尔、维吉尔·汤姆森 和乔治·安太尔等。
在凯奇的鼓励下，费尔德曼抛弃了和声和序列主义等限制，开始以一种与传统作曲系统无关的方式进行创作。 他尝试使用非标准的乐谱，比如在网格中指定在特定时间内需要弹奏多少个音符，但不限制具体音高。 约翰·凯奇在费尔德曼的启发下也开始在作品中使用随机：创作出了作品 变化的音乐（英文：Music of Changes），作品中的音符根据易经推断决定。
通过凯奇，费尔德曼见到了另一些纽约艺术场景中的著名人物，比如杰克逊·波洛克、菲利普·加斯顿和弗兰克·奥哈拉。抽象表现主义的绘画给他带来了灵感， 在1970年代创作了数首长约20分钟的作品：包括 罗斯科教堂 （英文：Rothko Chapel）（1971年，为一座同名的建筑所创作，其中包含大量马克·罗斯科的画）和 弗兰克·奥哈拉 （1973）。 1977年他创作了歌剧 Neither ， 文本由塞缪尔·贝克特创作。
费尔德曼受委托为杰克·加芬1961年电影《断肠孤凤》(英文：Something Wild）创作原声。 然而，当听到开场音乐之后，其中一个角色（由 卡罗尔·贝克 饰演，他也是导演杰克·加芬的妻子）被强奸，导演立刻撤回了委托，去召集阿隆·科普兰加入原声创作。 据传导演的反应十分惊恐：“我的妻子正在被强奸而你用的是钢片琴？”
费尔德曼的音乐在1970年发生了巨大的变化 ：失去了对图像记谱和无节奏记谱系统的兴趣，开始转向一种在节奏上更确定的方式。 这段时期的第一个作品是一首叫做 《普睿斯夫人上周死于90岁》（英文: Madame Press Died Last Week at Ninety） 的短作品，献给他童年的钢琴老师 薇拉·莫兰·普睿斯。
1973年，47岁的费尔德曼成为了布法罗大学的艾德加·瓦雷兹教授（一个他自己命名的称号）。在这之前，他通过在自己家族位于纽约的纺织生意全职工作谋生。 除了在布法罗大学授课，费尔德曼在1980年代中期也在加州大学圣地牙哥分校有教职。
再后来他开始创作长度很长的作品，往往都只有一个连续的乐章，且长度很少短于半个小时。 这些作品包括《小提琴与乐四重奏》（1985年，约2个小时）、《为菲利普·加斯顿而作》（1984年，约4个小时），最极端的是《弦乐四重奏：二》（1983年，约6个小时且没有中断)。通常这些有作品一个非常缓慢的行进速度，且大部分都是较安静的声音。 费尔德曼曾表示只有安静的声音能吸引他自己了。 
费尔德曼在他去世前不久与加拿大作曲家芭芭拉·蒙克结婚。1987年，在与自己生命抗争了三个月后在其水牛城的家中去世，死因为胰腺癌。

## 脚注
1. ↑   (PDF).   [2017-10-21]. （原始内容存档 (PDF)于2018-05-04）.
2. ↑  Ross 2006.
3. ↑  Hirata 2002, 131.
4. ↑  Zimmermann 1985, 36.
5. ↑  Gagne, Caras 1982.
6. ↑  Feldman, Morton. "Liner Notes." Give My Regards to Eighth Street: Collected Writings of Morton Feldman. Ed. B. H. Friedman. Cambridge: Exact Change, 2000. 4. Print.
7. ↑  Revill 1993, 101.
8. ↑  Feldman 1968.
9. ↑  Vigeland, Nils. "Morton Feldman: The Viola in my Life" （页面存档备份，存于）. Liner note essay. New World Records.
10. ↑  Ruch, A, Morton Feldman's Neither 的存檔，存档日期2011-11-23. themodernword.com website, 17 May 2001. Retrieved October 30, 2012.
11. ↑  Wilson, Peter Niklas. . Chris Villars Homepage.   [30 May 2011]. （原始内容存档于2021-04-22）.
12. ↑  Feldman, Morton. . State University of New York at Buffalo. February 2, 1973  [17 December 2012]. （原始内容存档于2010年6月28日）.

## 延伸阅读
- Cline, David. The Graph Music of Morton Feldman. Cambridge University Press, 2016
- Eldred, Michael The Quivering of Propriation: A Parallel Way to Music （页面存档备份，存于）, Section II.4.4 A musical subversion of harmonically logical time (Feldman) （页面存档备份，存于） www.arte-fact.org 2010
- Feldman, Morton. Morton Feldman Says.  Chris Villars, ed.  London: Hyphen Press, 2006.
- Feldman, Morton. Morton Feldman in Middelburg. Lectures and Conversations. R. Mörchen, ed.  Cologne: MusikTexte, 2008.
- Feldman, Morton. Give my regards to Eighth Street: Collected Writings of Morton Feldman. B.H. Friedman, ed. Cambridge, MA: Exact Change, 2000.
- Gareau, Philip. La musique de Morton Feldman ou le temps en liberté. Paris: L'Harmattan, 2006.
- Hirata, Catherin (Winter 1996). "The Sounds of the Sounds Themselves: Analyzing the Early Music of Morton Feldman", Perspectives of New Music 34, no.1, 6-27.
- Herzfeld, Gregor. "Historisches Bewusstsein in Morton Feldmans Unterrichtsskizzen", Archiv für Musikwissenschaft Vol. 66, no. 3, (Summer 2009), 218-233.
- Lunberry, Clark. "Departing Landscapes: Morton Feldman's String Quartet II and Triadic Memories."  SubStance 110: Vol. 35, Number 2 (Summer 2006): 17-50. (Available at http://www.cnvill.net/mftexts.htm （页面存档备份，存于） [#105 on the list])
- Noble, Alistair. Composing Ambiguity: The Early Music of Morton Feldman. Farnham: Ashgate, 2013.  ISBN 978-1-4094-5164-8

### 作品试听
- 莫顿·费尔德曼 在Art of the States 包含三首作品
- 莫顿·费尔德曼 在UbuWeb: （页面存档备份，存于） 包含作品 《丹麦的国王》（英文：The King of Denmark）
- 莫顿·费尔德曼 在Epitonic.com 包含 Only – Works for Voice and Instruments 中的曲目
- 与约翰·凯奇的对话，1966（第一部分）
- 与约翰·凯奇的对话，1966（第二部分）
- 与约翰·凯奇的对话，1966（第三部分）
- 与约翰·凯奇的对话，1966（第四部分）
- 与约翰·凯奇的对话，1966（第五部分）